# Flasona
La flasona o flausona és una especialitat culinària occitana, del sud de Roergue, a base d'una mena brossat o recuit, lleugerament salat, que és molt típic de Roergue i del Rocafort en general. A la cuina menorquina també s'utilitza el brossat en preparacions dolces associat a la ratlladura de llimona, com es fa aquí, en per exemple farces de crespells i altres dolços però en particular en un dolç molt semblant a aquest, el púding de brossat.
Aquest pastís és semblant al flaó, a Eïvissa; a la quesada pasiega, a Astúries; i al púding de brossat que es fa a Menorca, amb un brossat local de l'illa que és lleugerament més salat que el mató i el brossat provençal.